# Фирцак-Кротон, Иван Фёдорович
Иван Федорович Фирцак-Кротон (настоящая фамилия Фирцак; укр. Іва́н Фе́дорович Фі́рцак-Кротон; 28 июля 1899, Белки (ныне Хустского района Закарпатской области Украины) — 10 ноября 1970, там же) — украинский советский артист цирка, атлет, боксёр, борец вольного стиля.

## Биография

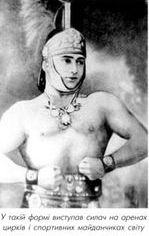
В такой форме выступал И. Фирцак-Кротон на аренах цирка

Родился в крестьянской семье. В 1919 году нужда заставила его отправиться на заработки в Чехословакию, где он занялся цирковым искусством. Спортсмен-любитель стал известным и популярным в 1920-х годах, когда в Праге стал побеждать на бойцовских турнирах и соревнованиях. Он неоднократно становился победителем пражского клуба тяжеловесов «Прага-бубенец», а вскоре стал чемпионом Чехословакии по рукопашному бою и тяжёлой атлетике.
Позже стал артистом известного «Герцферт—цирка», объездил большинство стран Европы, побывал в США. Выступал под псевдонимом Иван Сила в 64 странах мира. Демонстрировал номера разрывая цепи, гнул в руках гвозди, пальцами рук, делая из них различные фигуры, лежа на битом стекле, удерживая над собой 500-килограммовый вес, тянул зубами грузовики, жонглировал тяжелыми предметами. Выступал в поединках с чемпионами мира по боксу и т. д. За его программы, феноменальную силу и трюки, уникальные рекорды мировая публика присвоила ему имя античного героя Кротона, пришедшего на олимпийский стадион с быком на плечах и продержавшего животное более полутора часов. Этот трюк Фирцак выполнял сам.
Позже организовал самостоятельные выступления и с успехом объездил много городов Европы и Америки. Участвовал в поединках с лучшими боксерами и борцами мира. По утверждению А. Гавроша, выступал перед английской королевой. В Париже на конкурсе красоты мужского тела занял первое место. В 1928 году был признан сильнейшим человеком планеты.
В 1930-х годах вернулся в родное село Белки. Совершал турне по Закарпатью и Чехословакии. После присоединения Закарпатья к УССР возглавил отделение милиции в с. Белки. Иван расторг 10-летний контракт с цирком ранее оговоренного срока и через суд выплатил владельцу большую компенсацию — 100 тыс. крон. Вернулся в родную деревню в конце 1930-х гг. Когда венгры после оккупации Закарпатья в 1939 году захотели конфисковать у Фирцака автомобиль «Форд», он разбил его молотом. За это был наказан: его посадили в тюрьму и избили. В умалчивании феномена Ивана Силы в советские времена сыграла значительную роль судьба его сына: 18-летний Иван Фирцак-младший в послевоенные годы был осужден по делу о принадлежности к ОУН на 25 лет лагерей, из которых почти 8 отсидел. Он был большой надеждой для своего отца, прославленного атлета, ведь всегда выступал с ним в паре и был чемпионом УССР по боксу в первые послевоенные годы.
В октябре 1945 года на выступлении в Ужгородском драматическом театре в честь годовщины освобождения Закарпатья состоялся поединок между И. Фирцаком и 13-кратным чемпионом СССР, известным советским тяжелоатлетом Яковом Куценко. Результат был ничейный.
И. Фирцак-Кротон не оставлял цирковой деятельности до самой смерти. Уже будучи в зрелом возрасте, участвовал во многих областных и республиканских соревнованиях по тяжёлой атлетике, гиревому спорту, активно пропагандировал силу спорта и здоровья.
Одной из причин смерти Ивана Фирцака стала имплантированная золотая пластина, которая требовала замены. Из Советского Союза не выпускали за границу для её плановой замены, поэтому рана под пластиной начала загнивать. Врач, который регулярно приезжал из города Иршава, не смог ничего сделать.

## Память
- С 1999 года в родном селе Фирцака Белки проводятся ежегодные соревнования по тяжелой атлетике на приз И. Фирцака-Кротона.
- Писатель Антон Копинец написал книгу «Кротон», посвящённую жизни знаменитого земляка.
- Писатель Александр Гаврош написал книгу «Невероятные приключения Ивана Силы»[2].
- В 2013 году Виктор Андриенко и Игорь Письменный сняли фильм «Иван Сила» об Иване Фирцаке. Роль силача исполнил спортсмен Дмитрий Халаджи[3].